# Puente Carolina
El Puente Carolina es una estructura vial de tipo atirantado ubicada sobre el río Torola, en el departamento de San Miguel, El Salvador. Es el segundo puente de su tipo construido en el país y destaca por su diseño arquitectónico moderno. La obra fue financiada con fondos propios del Gobierno de El Salvador, con una inversión total de 12,6 millones de dólares, y forma parte de un plan de infraestructura para mejorar la conectividad regional, impulsar la economía local y fortalecer la calidad de vida de miles de personas en municipios como Carolina, San Antonio, San Luis de la Reina y Torola.

## Características técnicas
El puente tiene una longitud total de 179,8 metros y un ancho de 13 metros, distribuidos en una calzada vehicular de dos carriles con 8 metros de ancho y dos aceras peatonales laterales de 92 centímetros cada una. La estructura cuenta con pilones de 92,4 metros de altura y un total de 21 dovelas. El cableado alcanza una longitud acumulada de 69,25 kilómetros, permitiendo soportar una capacidad de carga de hasta 40 toneladas, con una prueba de resistencia realizada a 150 toneladas.
Su diseño cumple con el estándar internacional HL93 para puentes de alta capacidad. En su construcción se utilizaron 4.549,4 metros cúbicos de concreto y 664,4 toneladas de acero. La altura sobre el río Torola es de 24,5 metros desde el nivel mínimo del embalse y de 8,5 metros desde el nivel máximo.